# Tawang
Tawang là một thị trấn thống kê (census town) của quận Tawang thuộc bang Arunachal Pradesh, Ấn Độ.

## Địa lý
Tawang có vị trí 27°35′B 91°52′Đ / 27,58°B 91,87°Đ Nó có độ cao trung bình là 2669 mét (8756 feet).

## Nhân khẩu
Theo điều tra dân số năm 2001 của Ấn Độ, Tawang có dân số 4456 người. Phái nam chiếm 54% tổng số dân và phái nữ chiếm 46%. Tawang có tỷ lệ 63% biết đọc biết viết, cao hơn tỷ lệ trung bình toàn quốc là 59,5%: tỷ lệ cho phái nam là 70%, và tỷ lệ cho phái nữ là 55%. Tại Tawang, 17% dân số nhỏ hơn 6 tuổi.